# Roberto Hernández (baseball, 1980)
Pour les articles homonymes, voir Carmona.
Pour le lanceur portoricain, voir Roberto Hernández (baseball, 1964).
Roberto Hernandez Heredia, autrefois connu sous le nom Fausto Carmona, est un joueur dominicain de baseball. 
Lanceur droitier, il évolue dans la Ligue majeure de baseball de 2006 à 2016.
Il est sélectionné en 2010 au match des étoiles alors qu'il évolue pour les Indians de Cleveland.

## Identité
Selon les données des Indians de Cleveland et de la Ligue majeure de baseball, Fausto Carmona est né le 7 décembre 1983 à Saint-Domingue en République dominicaine. Le 19 janvier 2012, Carmona est arrêté dans ce pays après avoir demandé un renouvellement de son visa pour les États-Unis. Les autorités dominicaines accusent Carmona d'avoir utilisé une fausse identité aux États-Unis, puisque son nom est en fait Roberto Hernández Heredia. Le lanceur aurait aussi 31 ans, soit trois ans de plus que ce qu'il avait déclaré aux Indians,. Hernández serait né le 30 août 1980 à Saint-Domingue en République dominicaine selon les données mises à jour par la Ligue majeure de baseball.

## Carrière

### Indians de Cleveland

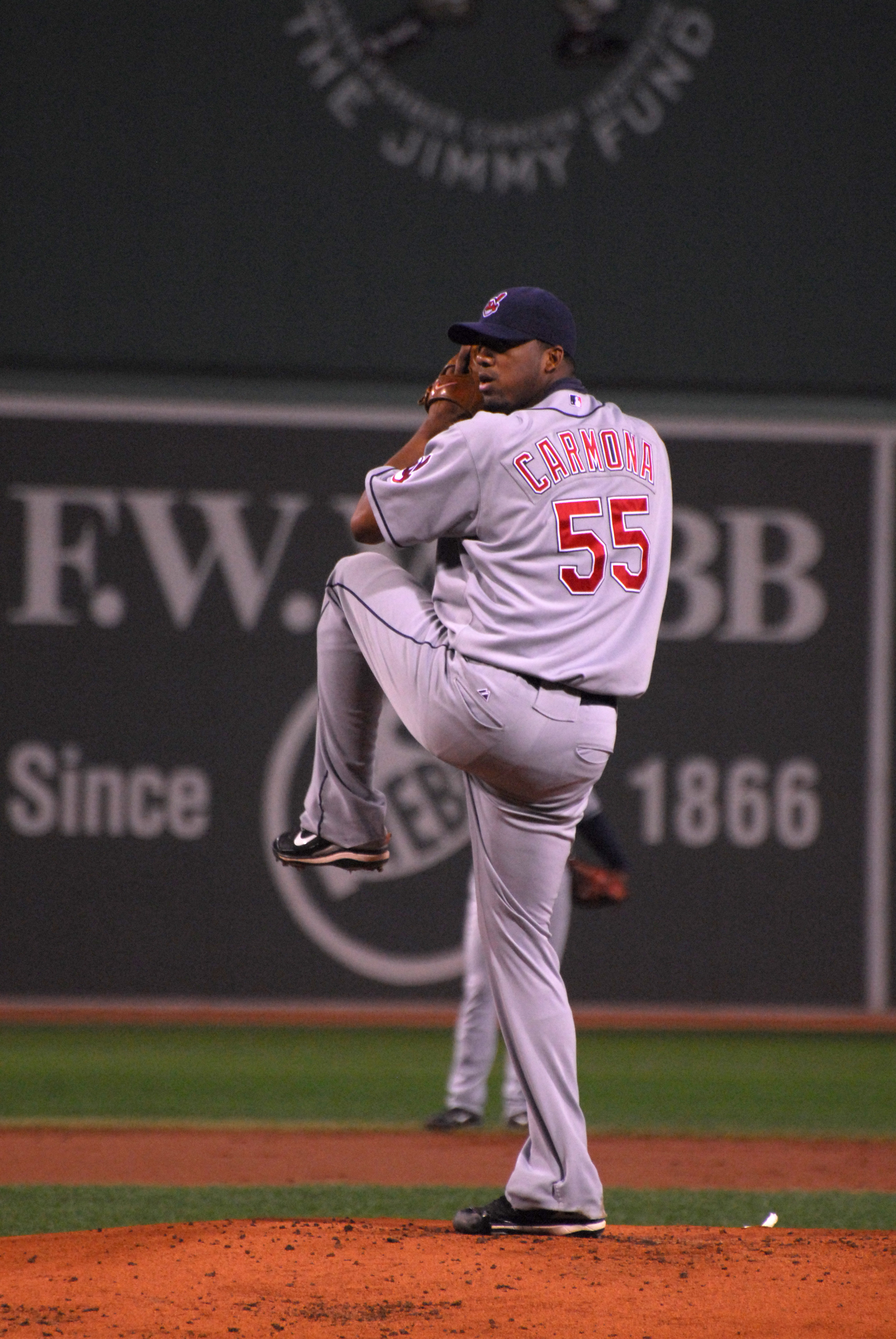
Hernández, sous le nom de Fausto Carmona, avec Cleveland.

Fausto Carmona intègre les ligues mineures en 2002 et fait ses débuts en ligue majeure en avril 2006 comme lanceur partant puis fait partie des releveurs à partir de fin juillet 2006 en raison du transfert de Bob Wickman. Ces apparitions sont encore rares et il fait toujours des apparitions en ligues mineures (4 matchs joués en 2006 avec les Bisons). 
Prévu pour commencer la saison 2007 en Triple-A avec les Buffalo Bisons, il profite de la blessure de Cliff Lee pour trouver sa place parmi les lanceurs partants des Indians. Sur les 19 matchs disputés en 2007 au 22 juillet, il compte 12 victoires pour 4 défaites et une moyenne de points mérités de 3,52. Avec de tels résultats, il conserve évidemment sa place malgré le retour dans l'effectif de Lee. Il termine finalement cette belle saison avec 19 victoires pour 8 défaites et une moyenne de points mérités de 3,06.
Carmona débute bien la saison 2008, mais il se blesse en mai en couvrant la première base. Il reste plus de deux mois sur la liste des blessés. De retour sur les terrains, ses prestations sont moyennes. Il est impliqué dans une bagarre le 19 septembre lors d'un match contre les Tigers de Détroit. Il peaufine sa préparation à la saison 2009 en jouant pendant l'hiver en Ligue dominicaine. Pré-sélectionné pour jouer avec la République dominicaine la Classique mondiale de baseball 2009, il est placé au deuxième rang dans la rotation des lanceurs partants des Indians, derrière Cliff Lee. 
Fausto Carmona est sélectionné en 2010 au Match des étoiles. Il termine néanmoins l'année avec un dossier perdant : 13 victoires et 14 défaites. Sa moyenne de points mérités s'élève à 3,77 en 210 manches et un tiers lancées.
En 2011, il éprouve des difficultés avec une fiche de 7-15 et une moyenne de points mérités de 5,25 en 32 départs.
En janvier 2012, les Indians placent Carmona sur la liste restreinte (restricted list) puisque son arrestation en République dominicaine et ses problèmes de visa l'empêchent de jouer. Fin février, alors que s'ouvre le camp d'entraînement de l'équipe, Carmona-Hernandez est toujours coincé dans son pays natal et ne peut rejoindre son club. Le 21 juillet, les Indians annoncent que Hernández a pu obtenir son visa et est en route vers les États-Unis. Il doit purger une suspension de 3 semaines, se terminant le 10 août, avant de pouvoir jouer pour le club. Il n'amorce que trois parties des Indians en 2012 et sa moyenne de points mérités s'élève à 7,53 en 14 manches et un tiers au monticule.

### Rays de Tampa Bay

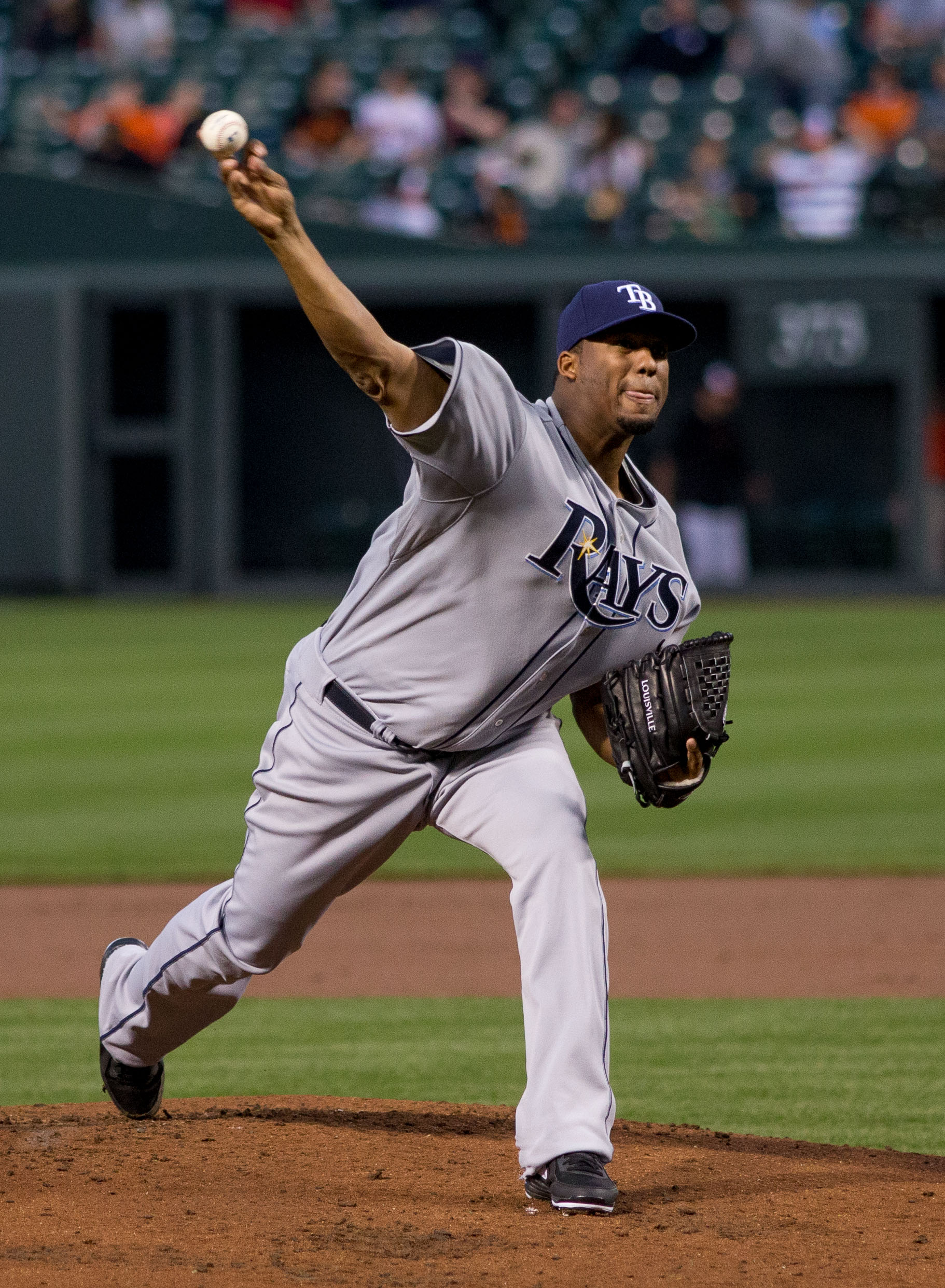
Hernández en 2013 avec les Rays de Tampa Bay.

Le 18 décembre 2012, il signe un contrat d'un an avec les Rays de Tampa Bay. D'abord utilisé comme lanceur partant par les Rays, Hernández est relégué à l'enclos des releveurs dans le dernier mois de la saison régulière. Une année 2013 peuplée de hauts et de bas lui vaut une fiche de 6 victoires et 13 défaites avec une moyenne de points mérités de 4,89 en 151 manches au monticule en 24 départs et 8 sorties en relève.

### Phillies de Philadelphie
Le 18 décembre 2013, Hernández signe un contrat de 4,5 millions de dollars pour une saison avec les Phillies de Philadelphie. En 23 matchs, dont 20 comme lanceur partant, il remporte 6 victoires contre 8 défaites chez les Phillies et maintient une moyenne de points mérités de 3,87 en 121 manches au monticule.

### Dodgers de Los Angeles
Le 7 août 2014, les Phillies échangent Hernández aux Dodgers de Los Angeles, équipe engagée dans la course au championnat de sa division, contre deux joueurs de ligues mineures : le lanceur droitier Víctor Arano et le joueur de champ intérieur Jesmuel Valentin. Il remporte deux victoires contre trois défaites avec une moyenne de points mérités de 4,74 en 9 départs pour les Dodgers, ne joue pas en éliminatoires, et termine sa saison 2014 avec une fiche de 8-11 et une moyenne de 4,10 en 164 manches et deux tiers lancées au total pour Philadelphie et Los Angeles.

### Astros de Houston
Hernández rejoint en 2015 les Astros de Houston. Il perd sa place dans la rotation de lanceurs partants des Astros et, avant d'être libéré de son contrat le 8 août 2015, amorce 11 parties et ajoute 9 présences en relève. En 84 manches et deux tiers lancées, sa moyenne de points mérités pour Houston s'élève à 4,36.

### Braves d'Atlanta
Le 18 décembre 2015, il signe un contrat des ligues mineures avec les Blue Jays de Toronto. Libéré par les Jays avant le début de la saison, il complète sa carrière dans les majeures par deux matchs en 2016 pour les Braves d'Atlanta.

## Statistiques
| Saison | Équipe    | G   | GS  | CG | SHO | V  | D  | SV | IP    | SO  | ERA  |
| ------ | --------- | --- | --- | -- | --- | -- | -- | -- | ----- | --- | ---- |
| 2006   | Cleveland | 38  | 7   | 0  | 0   | 1  | 10 | 0  | 74.7  | 58  | 5,42 |
| 2007   | Cleveland | 32  | 32  | 2  | 1   | 19 | 8  | 0  | 215.0 | 137 | 3,06 |
| 2008   | Cleveland | 22  | 22  | 1  | 1   | 8  | 7  | 0  | 120.7 | 58  | 5,44 |
| 2009   | Cleveland | 24  | 24  | 0  | 0   | 5  | 12 | 0  | 125.1 | 79  | 6,32 |
| 2010   | Cleveland | 33  | 33  | 4  | 1   | 13 | 14 | 0  | 210.1 | 124 | 3,77 |
| Totaux | Totaux    | 149 | 118 | 7  | 3   | 46 | 51 | 0  | 746.0 | 456 | 4,43 |

| Saison | Équipe    | G | GS | CG | SHO | V | D | SV | IP   | SO | ERA  |
| ------ | --------- | - | -- | -- | --- | - | - | -- | ---- | -- | ---- |
| 2007   | Cleveland | 3 | 3  | 0  | 0   | 0 | 1 | 0  | 15.0 | 12 | 7,20 |
| Totaux | Totaux    | 3 | 3  | 0  | 0   | 0 | 1 | 0  | 15.0 | 12 | 7,20 |

Note : G = Matches joués ; GS = Matches comme lanceur partant ; CG = Matches complets ; SHO = Blanchissages ; 
V = Victoires ; D = Défaites ; SV = Sauvetages ; IP = Manches lancées ; SO = Retraits sur des prises ; ERA = Moyenne de points mérités.